# Jan Wacław Machajski
Jan Wacław Majaiski (o Machajski) (Busko-Zdrój, 1866 – Moscú, 1926), también conocido por el seudónimo A. Wolski, fue un pensador y revolucionario libertario polaco.

## Vida

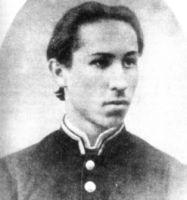
Jan Waclaw Machajski.

Hijo de un oficial polaco pobre, Majaiski se sintió atraído brevemente por el nacionalismo polaco como estudiante, pero lo abandonó por el internacionalismo y el socialismo. Fue arrestado y deportado a Siberia en 1892, donde comenzó a desarrollar su crítica del revisionismo marxista en el socialismo alemán y ruso. Sus ideas fueron tomadas por la Conspiración de los Trabajadores, grupo que estuvo activo en Odessa en 1906, pero que siguió activo fuera del imperio ruso un año después.
Su padre fallece poco después del nacimiento de Jan Waclaw, dejando la familia en la pobreza. Su madre dirige una pensión para los estudiantes del instituto de Kielce. Machajski entra en la Universidad de Varsovia después de haber acabado brillantemente su bachillerato. Estudia Ciencias naturales y medicina. Pero la lucha contra el zarismo le atrae más. Es arrestado en 1891 por primera vez por haber introducido clandestinamente escritos revolucionarios, y pasa cuatro meses en la prisión de Cracovia.
A partir de 1891, pierde sus ilusiones sobre las motivaciones de los socialistas polacos: se convence de que no luchan contra el zarismo para liberar a la clase obrera sino únicamente para fundar un estado polaco independiente sin modificar la explotación existente. Machajski adopta entonces una posición internacionalista y se convierte en marxista dejando de lado sus estudios universitarios. En 1892 es arrestado tras una gran huelga en Lodz durante la cual había redactado un llamamiento a los obreros de Lodz para luchar contra el zar y los capitalistas. Pasa tres años en la cárcel de Cracovia antes de ser deportado durante cinco años a Siberia. Es allí que junto a otros exiliados perfecciona su conocimiento de las doctrinas socialistas.
Es en el contexto del fin del siglo XIX y de principios del siglo XX, cuando los éxitos de la socialdemocracia alemana servían de modelo a los partidos y organizaciones socialistas rusas, cuando se publican los escritos de Machajski, justo cuando la influencia de Marx, Engels o de su sucesor Kautsky está en su apogeo.
Machajski tras someter la socialdemocracia alemana a una profunda crítica desde un punto de vista marxista revolucionario, dirige su crítica marxista contra los marxistas rusos, el marxismo, el propio Marx y el socialismo en general. Su conclusión, a la vez extrema y paradójica, basada sobre una reflexión teórica pormenorizada y después de haber frecuentado durante mucho tiempo el entorno de los revolucionarios rusos, es que el socialismo no sería más que la ideología de intelectuales que se aprovechan de la posición central que ocupan en la sociedad capitalista (gestión de la economía, control de la producción, monopolio de los conocimientos) para erigirse en nueva clase dominante:

«El socialismo del s. XIX no es, como lo afirman sus creyentes, un ataque contra los fundamentos del régimen de despotismo que existe desde hace siglos bajo la forma de toda sociedad civilizada, vale decir, el Estado. Es nada más que el ataque a una forma de ese despotismo: la dominación de los capitalistas. Incluso en caso de victoria, este socialismo no suprimirá el pillaje de siglos, eliminará únicamente la propiedad privada de los medios materiales de producción, la tierra y las fábricas. No suprimiría más que la explotación capitalista. Por la sola supresión de los capitalistas privados, la clase obrera moderna, los esclavos contemporáneos no dejan de ser esclavos condenados a un trabajo manual durante toda su vida; en consecuencia, la plusvalía nacional creada por ellos no desaparece sino que pasa a través de las manos del Estado democrático, y se constituye como fondos de sostén para la existencia parasitaria de todos los pícaros, de toda la sociedad burguesa.»

La experiencia histórica habría demostrado la exactitud de los análisis de Machajvski que son útiles para comprender el fracaso del proyecto "socialista" de emancipación de la clase obrera. Como lo explica en El Trabajador intelectual: «Toda Rusia sabe ahora que el socialismo revolucionario, ilustrado por la ciencia "proletaria" e infallible de los marxistas, es el criado más seguro y fiel de la burguesía.»

## Ideas
Influenciado por Bakunin, sostuvo —en oposición a Karl Kautsky— que el interés de clase de los intelectuales —incluyendo a los socialdemócratas marxistas— se oponía al de los obreros, ya que el trabajo improductivo de los intelectuales dependía de la preservación de un monopolio hereditario en la educación, a expensas de los trabajadores. Más que poner sus esperanzas en la revolución política, los trabajadores manuales necesitaban concentrarse en presionar sus demandas económicas a través de una huelga general masiva, hasta que sus salarios igualaran a aquellos del trabajador intelectual, y pudiera haber una socialización del conocimiento. La revolución consistiría en una violenta revuelta de los trabajadores desempleados y los campesinos.
Majaiski intentó hacer una síntesis entre la crítica política anarquista, la economía política marxista, y la teoría de la historia (materialismo histórico), mediante la aplicación de la crítica marxista de la ideología de la dominación de clase al marxismo mismo. Majaiski teorizó sobre el “capitalismo de estado” en el momento del desarrollo social, la aproximación de la toma del poder por los intelectuales del aparato estatal y la opresión de la clase obrera por los intelectuales que trabajan para salvar al capitalismo agonizante. Presagió el debate sobre la naturaleza de la Unión Soviética y las sociedades de tipo soviético, incluyendo las críticas del leninismo, el estalinismo y el maoísmo.

## Comentarios
Para el economista Michel Barrillon: «En la segunda mitad del siglo XIX, los trabajadores intelectuales se han apropiado el socialismo obrero en general, y el pensamiento de Marx en particular, para convertirlos en su ideología. El primero que se dio cuenta de ese proceso fue seguramente Mijaíl Bakunin. Más tarde George Orwell lo conceptualizó oponiendo radicalmente el socialismo obrero y el socialismo intelectual. Entre los dos, un autor polaco que merecería más reconocimiento, Jan Waclav Machaiski (1866-1926), le ha consagrado la mayor parte de sus escritos. Esos « trabajadores intelectuales » – « mercenarios privilegiados » del Capital y del Estado, según Machaiski – no solo se apropian el ideal socialista, también desfiguran y pervierten el socialismo obrero. En realidad, no hay nada en el socialismo intelectual que recuerde el proyecto de emancipación de los obreros ansiosos de justicia social.»
El historiador del movimiento obrero Alexandre Skirda dice lo siguiente: «Es necesario recordar y precisar el significado exacto del socialismo de los intelectuales : un sistema ideológico nacido en el siglo XIX que quiere eliminar la explotación del hombre por el hombre, es decir, el poder de los capitalistas propietarios de los medios de producción, para poner en su lugar a la clase obrera, portadora del progreso social, cuyo advenimiento debía ser el preludio a una sociedad de productores libres.» Alexandre Skirda añade: «Esto por medio de la conquista del poder por el partido que reagrupe los elementos más conscientes del proletariado industrial, la vanguardia. Los intelectuales debían ayudar esa vanguardia para llevar a cabo esa delicada misión. (...) Esa «ayuda» no era desinteresada y disimulaba la ambición propia de los «trabajadores intelectuales» de sustituir a los antiguos propietarios para perpetuar el régimen de explotación a su favor». Ese fue el análisis del socialismo por Machajski y de los que A. Skirda ha designado como «capitalistas del saber». Utilizando sus competencias para asumir funciones de dirección y de gestión (...) la sociedad capitalista se separa entre dos polos antagonistas del trabajo : las tareas complejas e intelectuales están concentradas en el cerebro de un pequeño número de personas, mientras que por otra parte, las tareas son simplificadas de forma extrema, manuales, desposeídas de toda iniciativa. (...) De un lado, el mando de los que «saben», del otro, la obediencia mecánica de los «ignorantes».
El socialismo intelectual tapa los peores crímenes en nombre de la felicidad de la humanidad. Se trata, según explica Alexandre Skirda, de gente que se pone al servicio del poder con tal que «sus conocimientos y capacidades particulares» sean reconocidas y «apreciadas», no para destruir al capitalismo sino para acondicionarlo según sus intereses.